# Удо фон Войрш
Удо Густав Вільгельм Егон фон Войрш (нім. Udo Gustav Wilhelm Egon von Woyrsch; 24 липня 1895, маєток Швановиць, округ Бріг, Сілезія, Німецька імперія — 14 січня 1983, Біберах-на-Рісі, Баден-Вюртемберг, Німеччина), один із керівників Третього райху, обергруппенфюрер СС (1 січня 1935) та генерал поліції (15 квітня 1941).

## Життєпис
Походив із старовинного південно-богемського дворянського роду, був сином прусського королівського камергера та землевласника Гюнтера фон Войрша (Günther von Woyrsch; 1858—1923) та його дружини Гертруди графині Пфайл унд Кляйн-Ельгут (Gertrud Gräfin von Pfeil und Klein-Ellguth; 1866—1956). Його дядьком був прусський генерал-фельдмаршал Ремус фон Войрш (Remus von Woyrsch; 1847—1920).
Освіту отримав у кадетському корпусі (1908—1914). З весни 1914 фенріх (прапорщик), з 10 серпня 1914  вступив у сухопутні війська в чині лейтенанта. Учасник Першої світової війни, був командиром кавалерійського ескадрону, начальником штабу кавалерійської бригади; обер-лейтенант. За бойові відзнаги нагороджений Залізним хрестом 1-ї і 2-ї кляси. 9 лютого 1919 був переведений у прикордонні війська Сілезії. 23 серпня 1920 пішов у відставку і почав займатися сільським господарством у маєтку свого батька.
25 червня 1924 у маєтку Пишковиць у Нижній Сілезії одружився з Марі-Евою фон Айхборн (Marie-Eva von Eichborn; 5  1902 — ?), дочці землевласника Вольфганга фон Айхборна (Wolfgang von Eichborn) (династія Нойдорф). Цей шлюб закінчився розлученням 19 травня 1933 в Бризі (Нижня Сілезія).
1930 – вступив до НСДАП (партквиток № 162 349) та в СС (квиток№ 3689). 
Червень 1930 – був командиром обласного загону СС в Сілезії.
31 листопада 1930 – призведений у штурмбанфюрера СС
1 березня – 1 вересня 1931 – командир 16-го штандарта СС «Нижня Ельба» (Бреслау)
11 березня – 1 вересня 1931— також командує штандартами СС 23-го «Верхня Сілезія» (Оппельн) та 8-го «Нижня Сілезія» (Гіршерг).
1 вересня 1931 — командир 6-го абшніту СС (Бріг)
15 березня 1932 — оберабшніту СС «Південний Схід» (Бріг).
1933 — прусський державний радник.
Березень 1933 – обраний депутатом Рейхстагу від Бреслау, переобирався потім депутатом восени 1933, у 1936 та в 1938.
Активний учасник Ночі догих ножів (т.зв. «Заколот Рема») — знищення вищого керівництва СА 30 червня — 2 липня 1934. Як командуючий оберабшнітом СС він отримав тоді від прем’єр-міністра Пруссії Г. Герінга усі владні повноваження в Сілезії. Завдяки Войршу в Сілезії було знищено більше людей ніж інших провінціях Німецької Імперії. Перевищення Войршем своїх повноважень призвело до того, що пізніше його було виключено із Прусської державної ради і звільнений з усіх посад, що займав у Сілезії.
21 вересня 1934 – одружився удруге на Інець Фреїін Чаммер унд Квариць  доньці землевласника Зігфріда барона Чаммер унд Квариць (Siegfried Freiherr von Tschammer und Quaritz). Від цього шлюбу у нього було четверо дітей.
1 січня 1935 – був зарахований до Штабу рейхсфюрера СС.
3 вересня 1939 – призначений рейхсфюрером СС Генріхом Гимлером «особливим командувачем поліції» («Sonderbefehlshaber der Polizei») та командуючим Айнзацгрупою фон Войрш («Einsatzgruppe z.b.V. von Woyrsch»), що діяла на окупованих німецькими військами територіях Польщі. Айнзатцгрупа Войрша розгорнула у Польщі, зокрема у Верхній Сілезії, Донцизі, Бромберзі та Ґрауденці, терор проти інтелігенції, військовополонених, цивільних . Протягом місяця було знищено більше 7 тисяч осіб. Вважається, що з саме цих подій почався, так званий, «Голокост»,. Підпорядковані Войршу частини виявляли жорстокість, навіть у порівнянні із іншими ейнзатцгрупами. Дії Войрша викликали рішучий протест армійського командування, у тому числі генералів Герда фон Рундштедта та Йоханнеса Бласковіца, що вимагали негайного припинення переслідування населення.
20 квітня 1940 – 11 лютого 1944 года — найвищий керівник СС та поліції та командир оберабшніту СС «Ельба» (штаб-квартира — Дрезден). Втратив цю посаду завдяки інтригам саксонського гауляйтера Мартіна Мучмана.
Після війни заарештований, у 1948 засуджений за воєнні злочини до 20 років. У 1952 звільнений. У 1957 знову заарештований і на другому судовому процесі в Ольденбурзі у 1957 за його роль у «Ночі довгих ножів» засуджений до 19 років. У 1960 звільнений.

## Нагороди
- Залізний хрест 2-го і 1-го класу
- Сілезький Орел 2-го і 1-го ступеня
- Почесний хрест ветерана війни з мечами
- Німецька імперська відзнака за фізичну підготовку в золоті
- Почесна шпага рейхсфюрера СС
- Кільце «Мертва голова»
- Золотий партійний знак НСДАП (30 січня 1943)
- Хрест Воєнних заслуг 2-го і 1-го класу з мечами
- Медаль «За вислугу років у НСДАП» у сріблі та бронзі (15 років)
- Медаль «За вислугу років у СС» 4-го, 3-го і 2-го ступеня (12 років)